# Mittelstraße 6 (Benndorf)

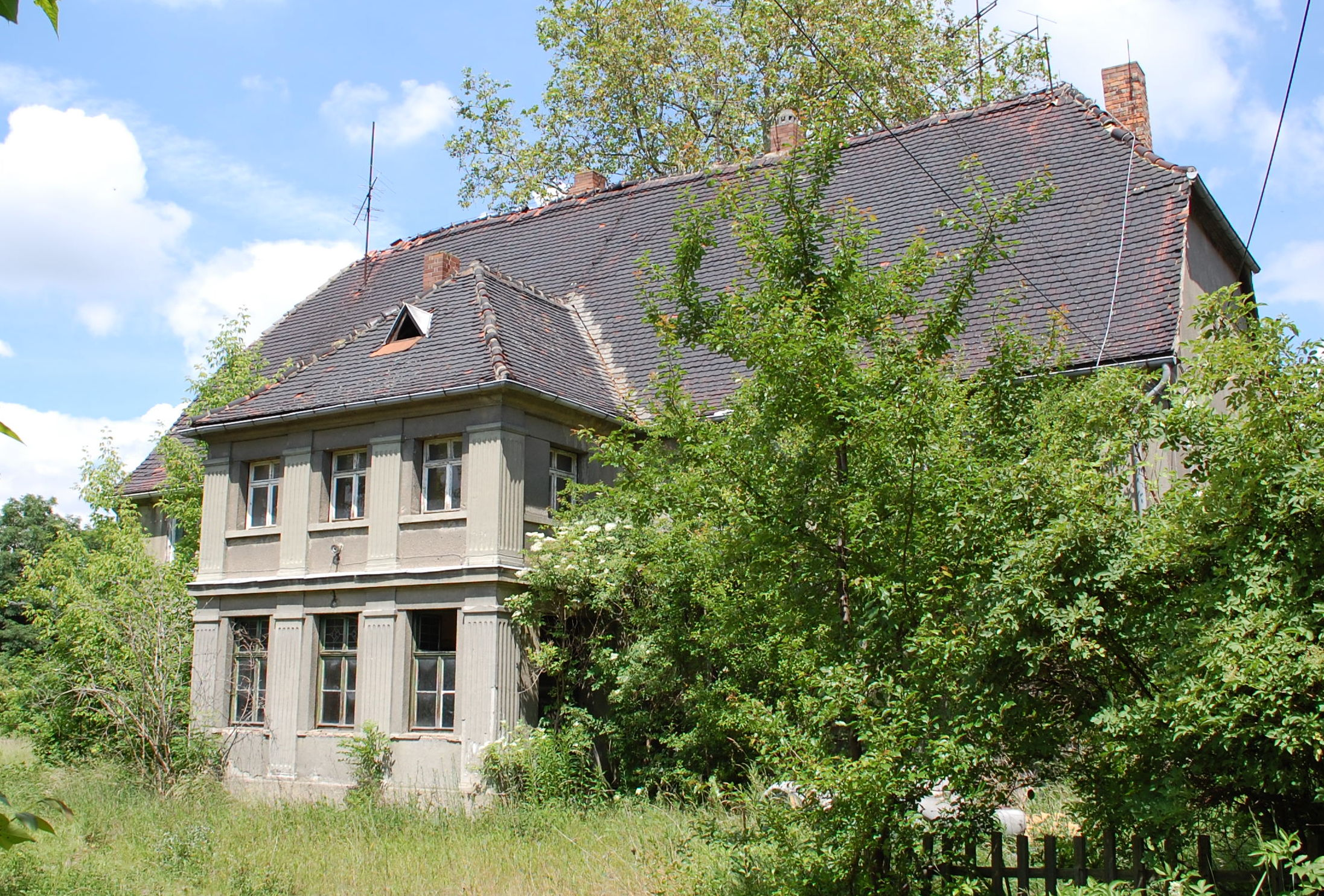
Gutshaus in der Mittelstraße 6

Das Haus Mittelstraße 6 ist ein denkmalgeschütztes Gutshaus im zur Gemeinde Kabelsketal gehörenden Dorf Benndorf in Sachsen-Anhalt.

## Lage
Es befindet sich im südlichen Teil Benndorfs, im Ortsteil Bennewitz und ist im örtlichen Denkmalverzeichnis eingetragen.

## Architektur und Geschichte
Das als stattlich beschriebene Gebäude gehörte Rudolf Weber. Es prägt mit seinem hervortreten gegenüber umliegenden Stallanlagen das südliche Ortsbild. Die Fassade des zweigeschossigen Hauses ist zur Mittelstraße ausgerichtet und mit plastischen Schmuckelementen verziert.